# جيسي (شخصية تيكن)
جيسي (باليابانية: ジェイシー، بالروماجي: Jeishī)، امرأة لوتشادورا غامضة والإضافة المعروفة الأحدث إلى شخصيات تيكن. ظهرت جيسي في الفيلم الأول كمصارعة متشاركة مع أرمور كينغ. منتج السلسلة كاتسوهيرو هارادا أثبت في الحقيقة أن اسم جيسي تلاعب باسم جوليا تشانغ في مع قناغ لوتشا أخذت مكان صديقها الذي أصيب في حادث قتالي. أضيف إلى ذلك أن في ميزة تعديل الألبسة حين يُزال قناع جيسي سيعيد اسمها إلى جوليا داخل اللعبة. لكن، فإن احتمال تغيير الأدوار أُسقط حيث أن جوليا وجيسي يتشاركان في نفس الممثلة الصوتية، مما يعني ضمناً أن جيسي هي جوليا تشانغ.

## وصلات خارجية
- تيكن ويكي
- تيكنبيديا الإنجليزية نسخة محفوظة 3 نوفمبر 2013 على موقع واي باك مشين.